# Яншань (повіт)
24°28′32″ пн. ш. 112°37′56″ сх. д. / 24.4755° пн. ш. 112.63215° сх. д.
Яншань (кит. 阳山县, пін. Yángshān Xiàn) — один із повітів КНР у складі префектури Цін'юань, провінція Гуандун. Адміністративний центр — містечко Янчен.

## Географія
Яншань лежить на висоті близько 70 метрів над рівнем моря  у передгір'ях пасма Наньлін.

### Клімат
Повіт знаходиться у зоні, котра характеризується вологим субтропічним кліматом. Найтепліший місяць — липень із середньою температурою 28,8 °C. Найхолодніший місяць — січень, із середньою температурою 10,4 °С.
| Клімат повіту Яншань    | Клімат повіту Яншань | Клімат повіту Яншань | Клімат повіту Яншань | Клімат повіту Яншань | Клімат повіту Яншань | Клімат повіту Яншань | Клімат повіту Яншань | Клімат повіту Яншань | Клімат повіту Яншань | Клімат повіту Яншань | Клімат повіту Яншань | Клімат повіту Яншань | Клімат повіту Яншань |
| Показник                | Січ.                 | Лют.                 | Бер.                 | Квіт.                | Трав.                | Черв.                | Лип.                 | Серп.                | Вер.                 | Жовт.                | Лист.                | Груд.                | Рік                  |
| Середній максимум, °C   | 15,2                 | 16,3                 | 19,1                 | 24,6                 | 29,1                 | 31,8                 | 34                   | 34,1                 | 31,9                 | 28,4                 | 23,4                 | 18,5                 | 25,5                 |
| Середня температура, °C | 10,4                 | 12,1                 | 15,2                 | 20,5                 | 24,6                 | 27,2                 | 28,8                 | 28,6                 | 26,6                 | 22,7                 | 17,4                 | 12,4                 | 20,5                 |
| Середній мінімум, °C    | 7,4                  | 9,4                  | 12,5                 | 17,7                 | 21,5                 | 24,2                 | 25,3                 | 25,1                 | 23,1                 | 18,8                 | 13,5                 | 8,6                  | 17,3                 |
| Норма опадів, мм        | 72.1                 | 113.1                | 169.1                | 229.5                | 315.9                | 301.2                | 203.9                | 162.3                | 123.3                | 63.2                 | 54.2                 | 37.9                 | 1845.7               |
| Вологість повітря, %    | 74                   | 78                   | 82                   | 83                   | 81                   | 83                   | 79                   | 78                   | 75                   | 70                   | 69                   | 69                   | 76.8                 |
| ----------------------- | -------------------- | -------------------- | -------------------- | -------------------- | -------------------- | -------------------- | -------------------- | -------------------- | -------------------- | -------------------- | -------------------- | -------------------- | -------------------- |
| Джерело: data.cma.cn    |                      |                      |                      |                      |                      |                      |                      |                      |                      |                      |                      |                      |                      |